# Île Seymour
L'île Seymour est une île de l'archipel de James Ross située au large de la péninsule Antarctique, séparée de la terre de Graham, face à l'île James Ross et dans le prolongement de l'île Snow Hill dont elle n'est distante que de 1,1 kilomètre.
L'île Seymour est aussi appelée « île Marambio » ou « île Seymour-Marambio » du nom de la base argentine qui se trouve sur l'île en l'honneur du pionnier de l'aviation argentine Gustavo Argentino Marambio (es).

## Base antarctique Marambio

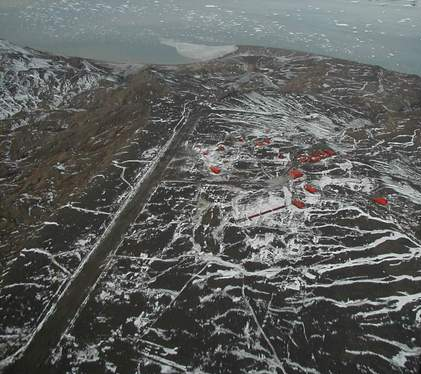
Vue aérienne de la piste de la base Marambio.

La base argentine Marambio, implantée en 1969 au nord de l'île, comporte 27 bâtiments (2014). Elle exploite un aérodrome qui permet les atterrissages à longueur d'année. L'hiver, la base compte en moyenne 55 résidents. L'été, la population peut augmenter jusqu'à 180 personnes. Marambio est le principal nœud de soutien aérien de la plupart des stations locales et étrangères de l'Antarctique argentin.

## Climat
Les températures moyennes sur l'île Seymour, mesurées à la base de l'Antarctique Marambio, sont de 1 °C durant l'été.
Le 9 février 2020, la température y a atteint 20,75 °C, franchissant pour la première fois la barre des 20 °C et enregistrant un record pour la bordure de l'Antarctique,. Ce relevé a été effectué dans le cadre d'un projet de recherche sur vingt ans destiné à étudier l'impact du changement climatique sur les sols gelés en permanence.
En hiver, la moyenne est de −15 à −20 °C avec des pointes beaucoup plus basses certains jours. Les vents forts peuvent ainsi souvent produire un refroidissement éolien donnant une température subjective jusqu'à −60 °C par la peau non protégée.

## ExpéditionsAntarctic
En novembre 1882, quand le capitaine norvégien, Carl Anton Larsen aborde l'île Seymour, il revient avec plus de cartes du territoire ; il y trouve aussi des fossiles d'espèces éteintes. Fait intéressant, le voyage de Larsen, à bord du Jason, était significativement plus efficace que l'expédition antarctique suédoise faite entre 1901 et 1904 à laquelle il participa.
Durant ce voyage, son navire, l'Antarctic, se brise et coule en février 1903 à cause des icebergs. Larsen et son équipage sont contraints de gagner l'île Paulet où ils survivront en s'alimentant de manchots et de phoques, tandis que 9 hommes, dont le chef de l'expédition Otto Nordenskjöld, poursuivront leurs études sur une autre île, celle de Snow Hill où a été montée une cabane préfabriquée. Lorsque le navire Uruguay viendra à leur secours, les 9 hommes de Snow Hill passeront sur Seymour et seront secourus dans la baie des Manchots. À cet endroit, une plaque en bois a été déposée, le 10 novembre 1903, par le capitaine du navire. Le texte inscrit en espagnol sur cette plaque est le suivant : « 10.XI.1903 Uruguay (la marine argentine) en voyage pour aider l'expédition antarctique suédoise ». En janvier 1990, un cairn a été érigé par l'Argentine à la mémoire de cet épisode, à l'endroit où la plaque se trouvait.
Le 21 novembre 1915, l'Endurance de Shackleton est totalement broyé par les glaces à 400 km au sud. Pendant deux mois Shackleton et son équipe camperont sur la banquise, espérant qu'elle dérive vers l'île Seymour car ils savaient que des provisions avaient été déposées en 1902 dans la baie des Manchots par l'expédition suédoise au cas où elle aurait été forcée de revenir sur ses pas lors de son trajet vers le sud, mais il n'en sera rien.

## Paléontologie

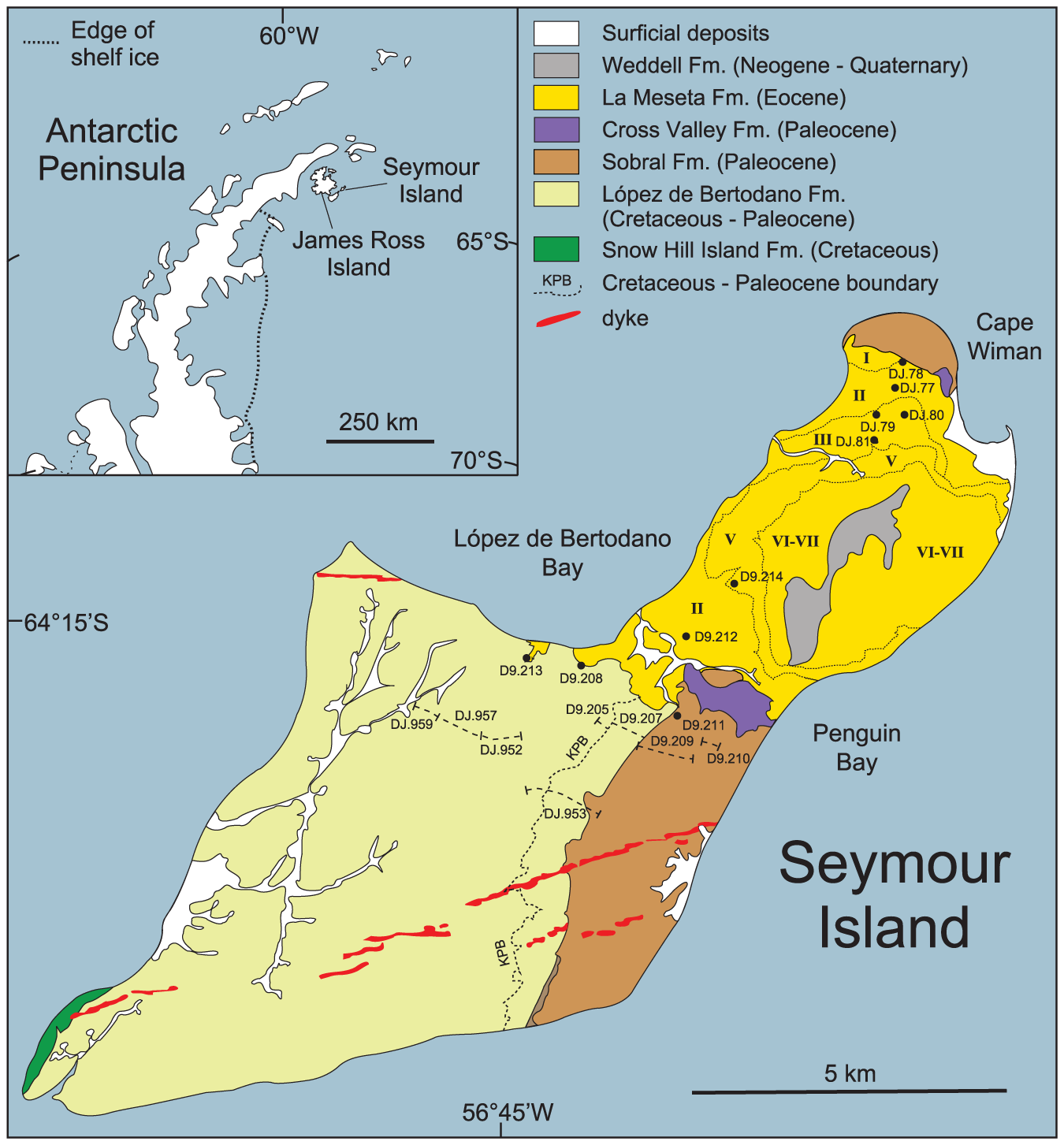
Carte géologique de l'île Seymour.

L'île fait l'objet d'études paléontologiques depuis le début du XXe siècle.
Les roches qui composent l'île Seymour datent principalement du Crétacé supérieur (formation de l'île Snow Hill, affleurant à l'extremité sud-ouest) à l'Éocène. Parmi les formations géologiques plus récentes, présentes sur l'île, se trouvent :
- la formation López de Bertodano (Crétacé - début du Paléocène) ;
- Sobral et Cross Valley (Paléocène) ;
- la formation Meseta (Éocène).

L'île Seymour a été le site de nombreuses études sur l'Éocène, période de refroidissement climatique, un processus qui a abouti à la glaciation de l'Antarctique. Les études de fines portions de carbone du site dans le sud de l'océan suggèrent qu'à la place d'une monotone diminution de la température, le milieu de la période éocène, est ponctué par une courte durée de réchauffement.
L'île Seymour est un site d'étude de nombreux fossiles de cette période Éocène, au cours de laquelle il y avait un florissant écosystème diversifié avec un biote, dû au climat plus chaud. Un large éventail d'espèces fossiles a été étudié sur l'île, telles que des espèces disparues de manchots (Palaeeudyptes klekowskii et Archaeospheniscus wimani), diverses espèces de bivalves et divers types de flore et de faune.
Un fossile de marsupial, de la famille éteinte Polydolopidae, a été trouvé sur l'île Seymour en 1982. Il s'agit de la première preuve de mammifères terrestres ayant vécu en Antarctique. D'autres fossiles ont par la suite été trouvés, comprenant des membres de l'ordre des Marsupiaux Didelphimorphia (opossum) et Microbiotheria, ainsi que des ongulés et un membre d'un ordre énigmatique disparu : Gondwanatheria, peut-être appartenant à l'espèce Sudamerica ameghinoi,,.
En 2024 une nouvelle espèce de Phorusrhacidae est découverte pour l'instant sans nom, une première hors du continent américain.